# علف‌انبانی رستراتا
آتریکالاریا رستراتا (نام علمی: Utricularia rostrata) نام یک گونه از سرده علف‌انبانی است.